# Fédération de la jeunesse franco-ontarienne
La Fédération de la jeunesse franco-ontarienne (FESFO) est un organisme de revendication politique qui représente les intérêts des jeunes francophones de l'Ontario de la 9e année à la 12e année,. Elle fut créée en 1977, en prenant d'abord le nom de Fédération des élèves du secondaire franco-ontarien. Elle représente 25 000 jeunes Franco-Ontariens des 105 écoles secondaires francophones de l’Ontario.

## Jeux franco-ontariens
Depuis 1994, la FESFO organise les Jeux franco-ontariens. L'idée des Jeux se manifeste pour la première fois lors de la 16e assemblée générale annuelle de la fédération à Iroquois Falls en 1992.